# Phạm Thông (nhà Minh)
Phạm Thông (chữ Hán: 范鏓, ? – ?) tự Bình Phủ, người Thẩm Dương vệ , quan viên nhà Minh trong lịch sử Trung Quốc.

## Khởi nghiệp và thăng tiến
Tổ tiên của Thông là người Lạc Bình, Giang Tây, dời nhà đến Thẩm Dương. Thông đỗ tiến sĩ năm Chính Đức thứ 12 (1517), được thụ chức Công bộ Chủ sự, rồi thăng làm Viên ngoại lang.
Năm Gia Tĩnh thứ 3 (1524), Thông tham dự sự kiện cửa Tả Thuận, chịu giam giữ và phạt đòn, giáng chức Hộ bộ Lang trung xuống làm Trường Lư Diêm vận tư Đồng tri, sau đó được thăng làm Hà Nam Tri phủ. Gặp nạn đói lớn, Tuần phủ Đô ngự sử Phan Huân đè xuống văn điệp xin chẩn tai của các nơi, chờ khám xét là thật thì mới cho phát chẩn. Thông không đợi trả lời, liền mở kho phát lương, cứu sống hơn 10 vạn người, được dân chúng tranh tụng ca tụng, lời khen truyền vào trong cung. Vì thế Minh Thế Tông trách bộ Hộ cùng Phan Huân và Tuần án ngự sử giấu giếm thiên tai. Phan Huân quy tội cho Thông để đùn đẩy trách nhiệm, khiến ông bị hặc và chịu bãi chức, nhưng Thông cũng nhờ vậy mà nổi danh. Sau đó Thông được thăng làm Lưỡng Hoài Diêm vận sứ, tâu lên 10 việc khẩn yếu của ngành muối. Thông đã trải qua các chức vụ Tứ Xuyên Tham chính, Hồ Quảng Án sát sứ, Chiết Giang, Hà Nam Tả/Hữu Bố chính sứ.

## Tổ chức phòng ngự bắc biên
Năm thứ 20 (1541), Thông được cất nhắc làm Hữu phó Đô Ngự sử, Tuần phủ Ninh Hạ. Thông làm người trì trọng, có phương lược, sau khi nắm giữ trọng trấn thì không ham muốn lập công trạng, mà một lòng huấn luyện bộ kỵ, mở rộng tích trữ, sửa chữa công sự của quan ải, khiến kẻ địch tránh xa, có 500 tù binh chịu quy thuận. Thông dâng sớ nói: "Biên tướng đều có bổng lộc đều đặn, nên không có chế độ cấp ruộng. Từ khi Vũ Định hầu Quách Huân tâu xin lấy lính dư thừa khai khẩn ruộng vườn để cấp cho tướng lĩnh, ủy thác cho bọn lính gian dối làm trang đầu (tức quản lý), gây hại rất lớn. Nên trả số ruộng ấy cho quân dân, để họ cày cấy là tiện." Gia Tĩnh Đế nghe theo. Qua vài năm, Thông xưng bệnh xin về quê.
Thông được khởi chức cũ là Hữu phó Đô Ngự sử, Tuần phủ Hà Nam. sau đó Thông được triệu làm Binh bộ Hữu Thị lang, rồi chuyển làm Tả Thị lang. Thượng thư Vương Dĩ Kỳ ra làm Đốc tam biên, Thông được tạm coi việc của bộ. Ít lâu sau, Thông phụng chiếu làm Tổng lý Biên quan ách ải. Thông bàn đến việc kinh lược sự vụ ở các nơi Triều Hà xuyên, Cư Dong quan, xin tăng đôn đài  ở Phong Oa lĩnh bên ngoài Cổ Môn đạo làm bình phong bên ngoài, đào hào đặt cầu, đề phòng kỵ binh xung kích. Hướng Tây Nam của Triều Hà xuyên có 2 ngọn núi đối diện nhau, Thông đều đặt Địch đài, để khống chế dòng sông ở giữa, chia thú binh thay phiên giữ nơi yếu hại. Còn các nơi Ngũ Lý Đóa, Hoạch Xa, Khai Liên khẩu, Mộ Điền cốc thuộc Kế Trấn, Thông đề nghị đặt Đôn đài. Các nơi Ác cốc, Hồng Thổ cốc, Hương Lô Thạch, Thông đề nghị san bằng chỗ hiểm trở. Các cửa ải bên ngoài Cư Dong quan, vừa thuộc nội địa của Tuyên Phủ, vừa làm phên dậu của Cư Dong, Thông đề nghị giáng sắc cho quan tướng của Đông Trung lộ tu sửa. Thông thăng Triều Hà xuyên Đề đốc làm Thủ bị, thêm phó tướng ở Cư Dong quan, để họ lĩnh Thiên Thọ sơn, Hoàng Hoa trấn; đặt chức Hoành Lĩnh thủ bị, chẹn Hoài Lai lộ; cấp thêm 2000 người cho tân quân, nhờ chế độ Đoàn luyện. Thông lại bàn đến việc kinh lược sự vụ của các quan Tử Kinh, Đảo Mã, Long Tuyền cùng Sơn Hải quan, Cổ Bắc khẩu, xin sửa sang thành – viên, đặt thêm địch lâu, doanh xá của các nơi yếu hại ở Tang cốc thuộc Tử Kinh, Trung Diêu quan dục thuộc Đảo Mã, Đẩu Thạch lĩnh thuộc Long Tuyền. 4 lộ Yến Hà, Thái Bình, Mã Lan, Mật Vân thuộc quyền quản hạt của Kế Châu vẫn chưa tu sửa xong, Thông buộc các tư phải nộp tiền chuộc tội để hoàn thành; còn Phù Đồ dục, Sáp Tiến lĩnh rất xung yếu đối với 2 quan Tử Kinh, Đảo Mã, Thông dời Tham tướng chia trú Thạch Môn, Đỗ gia trang, khiến Bảo Định Tổng binh trú Tử Kinh. Kế, Liêu cách trở ngàn dặm, nên Thông dời Kiến Xương doanh Du kích đến ở Sơn Hải quan; Tam Đồn doanh thiếu lính thì nhanh chóng chiêu mộ, ngựa không đủ thì bổ sung. Lính thú lâu dài không được trang bị đầy đủ, Thông xem xét cấp cho họ quân dụng; những người đi làm nhiệm vụ được mang theo lương thực đi đường, không ai phải vác giáo mà chịu bụng rỗng. Thông lại nói: "Các lộ hoãn gấp, lấy trách nhiệm của Mật Vân làm đầu. Mỗi quan yếu hại, lấy hiểm trở của Mật Vân làm đầu. Như Lãnh khẩu thuộc Yến Hà, Hoàng Nhai thuộc Mã Lan, Du Mộc lĩnh, Sát Nhai Tử thuộc Thái Bình, đều là gấp đấy. Nếu sắc cho phủ trấn đốc chư tướng chia lĩnh ngựa lính các doanh, ở lân cận bày đặt phục binh, thu xếp để chiến thủ." Bộ binh trả lời: "Quân đội ở thú lâu ngày, mến đất. Bất chợt di dời, sợ họ gây biến. Chẳng bằng Sơn Hải quan đặt thêm 1 viên tướng, mộ 3000 quân để đồn trú, đề nghị phủ thần Kế, Liêu điều động, cứu viện Yến Hà." Còn những lời khác của Thông, được giao xuống cho quan tướng trấn thủ bàn bạc.

## Những năm cuối đời
Gia Tĩnh Đế rất hài lòng về Thông, gặp lúc Binh bộ Thượng thư Triệu Đình Thụy chịu bãi chức, lập tức mệnh cho vào triều để thay thế. Thông lấy cớ tuổi cao để từ chối, còn nói cứ gặp chuyện mà thay đổi, sẽ chẳng thuận lợi để xong việc đâu (tức là nói mát việc Gia Tĩnh Đế nghe lời gièm pha, lột chức của Triệu Đình Thụy). Đế giận, trách Thông không cung kính, lột quan tịch của ông. Bấy giờ Nghiêm Tung nắm quyền, mà Thông vốn do Từ Giai tiến cử, mọi người đều khen ông là bậc trưởng giả, tiếc cho việc ông phải ra đi, không cho đấy là tội.
Thông đi rồi, Gia Tĩnh Đế triệu Ông Vạn Đạt, nhưng Vạn Đạt vừa đến thì nhà có tang, nên phải quay về. Đế lấy Đinh Nhữ Quỳ thay thế, ngay năm sau Yêm Đáp Hãn của Mông Cổ uy hiếp kinh thành, khiến Nhữ Quỳ bị chịu tội chết. Thông trở về quê nhà rất lâu thì mất, không rõ khi nào. Minh Mục Tông nối ngôi, cho Thông khôi phục quan tịch.

## Hậu duệ
Chắt của Thông là Phạm Văn Trình, khai quốc công thần của nhà Thanh.